# ميخائيل دوولي
ميخائيل دوولي (بالإنجليزية: Michael Joseph Dooley)‏ هو كاهن كاثوليكي نيوزيلندي، ولد في 13 ديسمبر 1961 في إنفركارجل في نيوزيلندا.